# 44 Blue Productions
44 Blue Productions es una compañía de producción estadounidense fundada en 1984 por Rasha y Stephanie Drachkovitch. La compañía suministra programas de reality show y documentales en los Estados Unidos y canales de cable incluyendo A&E Network, Animal Planet, HBO, TruTV, CBS, Discovery Channel, E!, ESPN, Fine Living, Fox Family, HGTV, History Channel, Lifetime (canal de televisión), Spike TV, Nickelodeon, MSNBC, PBS, Style Network, TLC y Travel Channel. La compañía está localizada en Studio City, California.

## Compañía
Rasha Drachkovitch es un productor ejectuvio and Presidente de 44 Blue Productions. Él sirve como productor ejectuvito, escritor y director en muchos programas. Stephanie Drachkovitch es la Vicepresidente Ejecutiva de 44 Blue Productions y también la productora ejecutiva de las series de la compañía Stuart Zwagil is Senior Vice President. Sarah Poage es la Vicepresidente de Producción.
En enero de 2009, 44 Blue firmó un acuerdo con Johnny Wright, el estilista de cabello de Michelle Obama, la esposa del Presidente de los Estados Unidos.